# Vojenská přehlídka 14. července
Vojenská přehlídka 14. července je vojenská přehlídka konaná každoročně od roku 1880 v Paříži u příležitosti francouzského národního svátku (pád Bastily). Za celkovou organizaci přehlídky je zodpovědný vojenský guvernér Paříže. Na přehlídku jsou někdy zvány i jednotky cizích ozbrojených sil.
Tradiční vojenský průvod složený z pěších, jízdních, motorizovaných a vzdušných jednotek prochází po Avenue des Champs-Élysées z Place de l'Étoile (v roce 1970 přejmenovaného na Place Charles-de-Gaulle) na Place de la Concorde, kde armáda pozdravuje prezidenta republiky, vládu, hlavní představitele státu, diplomatický sbor a případně i zahraniční politické činitele.
Ve stejný den se organizují i další menší přehlídky v různých městech Francie, především v posádkových městech jako Marseille, Toulon, Belfort, Nîmes, Rochefort, Poitiers, Brest, Draguignan.

## Historie

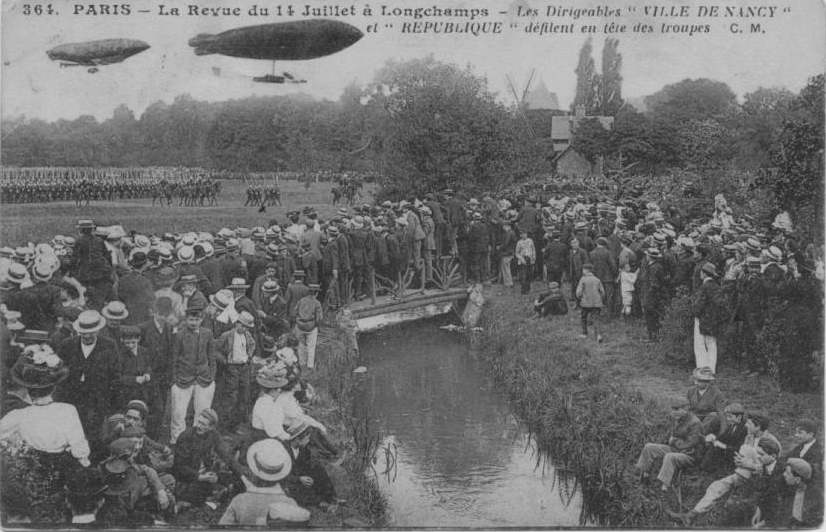
Přehlídka 14. července 1909 na dostihovém závodišti Longchamp.

Původně národní svátek slavený od roku 1790, dne 14. července, se za Direktoria stal vojenskou slavností. Za Napoleona svátek značně ztratil na významu a až na konci 19. století během Třetí republiky se 14. červenec vrátil do centra pozornosti. V roce 1880 se dobytí Bastilly a Fête de la Fédération staly státním svátkem zákonem vyhlášeným 6. července. Politicky šlo o to ukázat vojenskou obnovu Francie po porážce v roce 1870 a udržet ve veřejném mínění mobilizačního ducha po ztrátě Alsaska a části Lotrinska. V roce 1880 se na dostihovém závodišti Longchamp konala vojenská přehlídka, na níž se sešlo několik desítek tisíc diváků za přítomnosti prezidenta republiky Julese Grévyho. Na hipodromu Longchamp se konala až do roku 1914.
Po první světové válce se v roce 1919 přehlídka konala na Champs-Élysées kde defilovali vítězní maršálové Joffre, Foch a Pétain na koních a vojenské jednotky. Průvod procházel pod Vítězným obloukem (hrob neznámého vojína byl pod obloukem zřízen až v roce 1920). Průvod 14. července 1920 se odehrával na hipodromu Vincennes.
V letech 1925–1928 se velké vojenské přehlídky nekonaly, na Place de l'Étoile se konaly jen jednoduché ceremonie s přehlídkou vojsk. V roce 1929 se dokonce nekonala vůbec. V roce 1930 byly přehlídky obnoveny. Do roku 1934 vedla trasa z Esplanade des Invalides na Place de la Concorde, překračující Seinu po mostě Alexandre III. V roce 1935 prezident Albert Lebrun obnovil přehlídku na Champs-Élysées, v následujícím roce se konala opět mezi Invalidovnou a Place de la Concorde. Na Champs-Élysées se vrátila v letech 1938 a 1939, kdy se jí účastnily i britské jednotky.
Během okupace v letech 1940–1944 se 14. července vojenské přehlídky nekonaly. Dne 14. července 1940 pochodovali ulicemi Londýna jednotky Svobodných Francouzů a v roce 1942 to byla rota budoucího Kiefferova komanda Svobodných francouzských námořních sil. První přehlídka 14. července se po osvobození konala v roce 1945. Odehrávala se oficiálně na Place de la Bastille, ale motorizované jednotky dojely až na Champs-Élysées. Jiná velká přehlídka se konala o měsíc dříve 18. června na Champs-Élysées na oslavu výročí výzvy z 18. června. V roce 1946 byl Ho Či Min na návštěvě Francie, aby se zúčastnil konference ve Fontainebleau, a byl pozván na čestnou tribunu.
Za vlády Valéryho Giscarda d'Estaing se místa konání přehlídky různila: z náměstí Bastily na náměstí République (1974), na Cours de Vincennes (1975), na Champs-Élysées (1976, 1978 a 1980), u vojenské školy (1977) nebo z place de la République k Bastile (1979). Následující prezidenti republiky – François Mitterrand (1981–1994), Jacques Chirac (1995–2006), Nicolas Sarkozy (2007–2011), François Hollande (2012–2016) a Emmanuel Macron (od 2017) průvod organizovali na avenue des Champs-Élysées. Výjimku tvořil rok 2020, kdy se přehlídka nekonala kvůli pandemii covidu-19.

## Pařížská přehlídka
Přehlídka se koná za přítomnosti prezidenta Francouzské republiky, předsedy vlády a velké části vlády, předsedů Senátu a Národního shromáždění a také zahraničních velvyslanců ve Francii shromážděných na čestné tribuně před obeliskem. Na Avenue des Champs-Élysées se pochodují různé vojenské a policejní sbory pěší, na koni nebo motorizované, které se před tribunou rozdělí na dvě části, s výjimkou Cizinecké legie, která se stáčí po levé straně, a hudby Republikánské gardy, která se otáčí na pravou stranu. Průměrná rychlost motorizovaných jednotek je 14 km/h. Nad avenue rovněž proletí letka vypouštějící kouř v národních barvách.
Zkouška na přehlídku se koná 12. července. Oficiální přehlídka se koná ráno 14. července. Ta začíná inspekcí jednotek generálními důstojníky velícím přehlídkám. Poté prezident republiky zkontroluje jednotky s jízdním doprovodem Republikánské gardy. Prezident se odebere na čestnou tribunu. Následuje hudba. Vlastní přehlídku zahajuje průlet, následovaný pozemními jednotkami.
Přehlídku na zemi tradičně uzavírá Cizinecká legie, protože jde o jednotku, která pochoduje nejpomalejším tempem: 88 kroků za minutu oproti 120 pro ostatní jednotky a 140 pro alpské myslivce. Vojenský guvernér Paříže přijede pozdravit prezidenta k oficiální tribuně a ten na jeho pozdrav odpovídá. Prezident poté opustí ceremonii.
Prezident pravidelně také zve jednoho nebo více zahraničních zástupců a také zahraniční vojenskou – a vzácněji civilní – delegaci k účasti na přehlídce, jako v roce 1994 s německou jednotkou Eurocorpsu nebo v roce 1999 oddíl marocké královské gardy. V roce 2007 pozval nově zvolený prezident republiky Nicolas Sarkozy jednotku z každé z ostatních 26 zemí Evropské unie, které pochodovaly v abecedním pořadí a předcházelo jim 28 vlajek (vlajky z 27 zemí a evropská vlajka). V roce 2008 pochodoval na Champs-Élysées kromě evropských oddílů také oddíl modrých přileb OSN. Téhož roku poprvé přistáli parašutisté před tribunou na Place de la Concorde.
Asi 4000 vojáků a policistů pochoduje pěšky. Na koních defiluje asi 240 jezdců. V průvodu dále jede asi 460 vozidel včetně 80 motocyklů. Zahajovací průlet zahrnuje kromě devíti Alpha Jetů asi šedesát letadel.

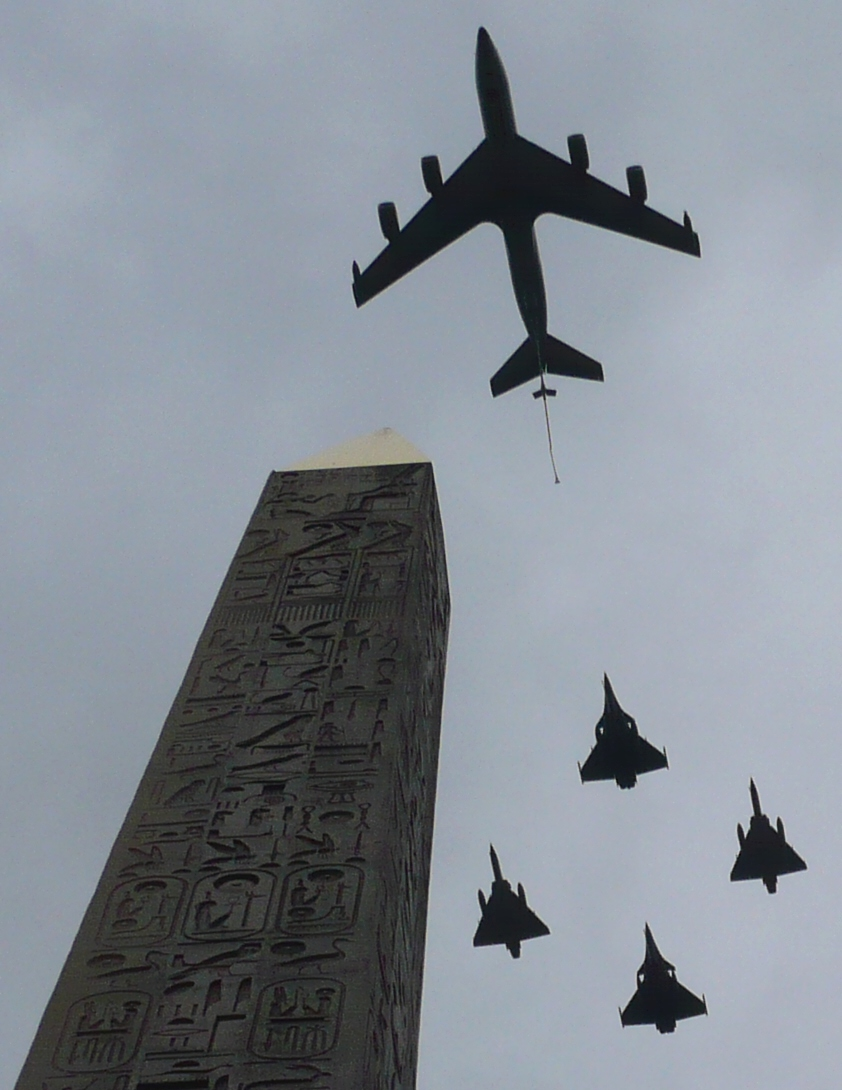
Letecká formace nad Place de la Concorde v roce 2012.

## Zvláštnosti některých let
- 1915: první přehlídka na Champs-Élysées
- 1916: průvodu se účastnily také spojenecké jednotky – ruské, belgické, britské jednotky včetně hinduistického oddílu
- 1917: průvod vedl z Place de la Nation na Place Denfert-Rochereau
- 1918: přehlídka začala na Porte Dauphine, místo bylo až do poslední chvíle drženo v tajnosti, protože jedna z posledních německých ofenzív posunula frontu až na 95 km od Paříže a Paříž byla v předchozích týdnech ostřelována z děl. Defilé se účastnila též americká, belgická, britská, řecká, italská, polská (jejichž armáda právě vznikla), srbská a česká vojska (v abecedním pořadí dle zemí), francouzská vojska přehlídku uzavírala.
- 1919: v jeho průvodu prošlo kolem tisíce zmrzačených francouzských vojáků v čele s André Maginotem, sám s amputovanou nohou.
- 1930: slavilo se současně 100 let francouzského Alžírska s historickými rekonstrukcemi vojsk z roku 1830. Byly pozvány jednotky z Alžírska.
- 1938: vojenskou přehlídku na Champs-Élysées vedl premiér Daladier, který ji považoval za demonstraci síly, zatímco Hitler si nárokoval území v Československu a ve Francii, snažil se zapůsobit na Velkou Británii, se kterou si přál vytvořit formální vojenskou alianci. Státní návštěva anglického krále o čtyři dny později byla součástí tohoto spojenectví.
- 1939: přehlídka ke 150. výročí francouzské revoluce nabyla nebývalých rozměrů, za účasti více než 30 000 vojáků, téměř 1000 bojových vozidel a stovek leteckých perutí. Všichni domorodí náčelníci různých území koloniální říše seděli vedle Alberta Lebruna na čestné tribuně. Poprvé po 20 letech od roku 1919 se účastnila britská vojska.
- 1945: tuniský bej Muhammad VIII. byl čestným hostem generála de Gaulla.
- 1959: De Gaulle se na své první přehlídce ve funkci prezidenta republiky objevil ve vojenské uniformě (jeho předchůdci byli v civilním oděvu).
- 1971: vojenské přehlídky se poprvé účastnily ženy
- 1974: poprvé se na přehlídce objevila balistická nukleární střela Pluton.
- 1982: přehlídka se konala večer
- 1984: u příležitosti 40. výročí vylodění v Normandii, se přeletu zúčastnila létající pevnost B-17 z roku 1944 doprovázená dvěma DC-3 z námořní pěchoty Aéronautique
- 1994: na pozvání prezidenta Mitterranda se přehlídky zúčastnili vojáci Eurocorpsu, včetně německých vojáků jako další symbol usmíření mezi Francií a Německem .
- 1996: poprvé se přehlídky zúčastnily jednotky Národní policie.
- 1999: v rámci Roku Maroka ve Francii, zahájila průvod marocká královská garda za přítomnosti marockého krále Hassana II. Od roku 1939, kdy se zúčastnily jednotky ze Spojeného království, to byl první samostatný zahraniční kontingent.
- 2002: účast kadetů vojenské akademie West Point. Kromě toho byl kladen zvláštní důraz na oslavu dvoustého výročí Čestné legie.
- 2004: ke 100. výročí Srdečné dohody se přehlídky zúčastnili britští vojáci.
- 2005: v rámci Roku Brazílie ve Francii a za přítomnosti brazilského prezidenta Luly se účastnily dvě brazilské jednotky – hudebníci bojové kapely námořního střeleckého sboru a kadeti Vojenské akademie, kteří zahájili přehlídku na zemi, a letecká hlídka brazilského letectva uzavírala průlet.
- 2007: k oslavě 100. výročí vynálezu vrtulníku se původně plánovalo, že během přeletu poletí 100 vrtulníků, ale letělo jich jen asi čtyřicet. Prezident republiky Nicolas Sarkozy pozval vojenské jednotky z každé z dvaceti sedmi zemí Evropské unie, aby si připomněly padesáté výročí podpisu Římské smlouvy. Při této příležitosti se přehlídky zúčastnil José Manuel Barroso, předseda Evropské komise a José Sócrates portugalský premiér, jehož země předsedala Evropské unii.
- 2008: bylo přítomno několik hlav států a/nebo vlád států Evropské unie, předseda Evropské komise, kteří uzavřeli Unii pro Středomoří. Protesty vyvolala přítomnost syrského prezidenta Bašára al-Asada (několik demonstrantů bylo zatčeno na Champs Élysées). Na oslavu šedesáti let Všeobecné deklarace lidských práv přečetl její preambuli herec Kad Merad, zatímco dva pluky Modrých přileb (jeden nadnárodní a jeden francouzský, první sloužící v Libanonu, druhý se z něj vracel) otevřely průvod pěších vojsk. Mezi čestnými hosty byl generální tajemník OSN Pan Ki-mun. Sedm parašutistů poprvé seskočilo nad Paříží a přistálo před prezidentskou tribunou, aby rozvinulo tři vlajky: Francie, Evropské unie a Organizace spojených národů. Sbor mladých hasičů z Puy-de-Dôme pochodoval a zpíval státní hymnu se sborem Národního četnictva.
- 2009: účastnily se jako hosté tři oddíly indické armády
- 2010: bylo zastoupeno 13 zemí z frankofonní subsaharské Afriky
- 2011: účast několika jednotek zámořské Francie, Marseillaisa zpívaná zámořskými rekruty a haka v podání vojáků z různých jednotek z Oceánie. Brigáda pařížských hasičů slavila 200 let od svého založení, na závěr průvodu provedla jednotka hasičů gymnastické cvičení. Přehlídka byla poznamenána smrtí pěti francouzských vojáků v Afghánistánu předchozího dne.
- 2013: připomenutí zásahové operace Serval v Mali během ozbrojeného konfliktu mezi touto zemí a tuaregskými rebely z Národního hnutí za osvobození Azawadu a salafistického hnutí Ansar Dine prostřednictvím účasti afrických jednotek. Účast Chorvatska, od 11. července 2013 28. člena Evropské unie. První účast vojenského transportního letounu Airbus A400M francouzského letectva a také stíhačky Eurofighter EF2000 německé Luftwaffe.
- 2014: na připomenutí stého výročí vypuknutí první světové války bylo pozváno 72 národů.
- 2015: poprvé se přehlídky účastnily protiteroristické jednotky RAID, GIGN a BRI jako připomenutí teroristických útoků z ledna toho roku. Přeletu se poprvé účastnila hasicí letadla civilní služby Beechcraft 200 a Bombardier 415. Brigáda pařížských hasičů předvedla elektromobily: Volkswagen E-up a Bolloré Bluecar. U příležitosti státní návštěvy byl na tribunu pozván mexický prezident Enrique Peña Nieto. Vojenskou přehlídku zahajoval mexický oddíl 149 kadetů a 5 důstojníků, někteří s orlem skalním na ruce, který je symbolem Mexika.
- 2016: k poctě za boj proti terorismu se přehlídky poprvé účastnily jednotky justiční stráže a celníků. U příležitosti 100. výročí bitvy na Sommě byly čestnými hosty Austrálie a Nový Zéland, v průvodu pochodovali Maorové. Marseillaisu zazpívalo 400 vítězů celostátní vzdělávací soutěže.
- 2017: Čestným hostem byl prezident Donald Trump u příležitosti 100. výročí vstupu USA do první světové války. Přehlídky se zúčastnily americké jednotky jako letka Thunderbirds a dva F-22 Raptor U.S. Air Force. Vojenská kapela zahrála skladbu C'est la fête skupiny Daft Punk. Jako připomenutí 100 let od první světové války v čele průvodu jely obrněnci a další dobová vojenská vozidla, např. Schneider CA1 / VBCI, Saint-Chamond / Char Leclerc, CAESAR, Renault FT.
- 2018: Byl pozván japonský premiér Shinzó Abe, který ale musel přerušit svoji cestu po Evropě kvůli záplavám v Japonsku. Na tribuně jej zastoupil ministr zahraničí Taró Kóno a v průvodu defilovalo šest japonských vojáků. Účastnil se rovněž singapurský premiér Lee Hsien Loong. Přehlídky se též zúčastnily belgické obrněnce a členové španělské Guardia civil.
- 2019: nad place de la Concorde přeletěl Flyboard Air.
- 2020: z důvodu pandemie covidu-19 byla přehlídka zrušena a nahrazena omezeným ceremoniálem na place de la Concorde.
- 2021: účast členů vojenských jednotek "Task Force Takuba", zasahující během války v Mali složené z vojáků osmi evropských zemí (Francie, Belgie, Estonsko, Itálie, Nizozemsko, Portugalsko, Švédsko a Česko). Účast členů městské policie v Nice, kteří se účastnili vyšetřování útoků v roce 2016 a v roce 2020. Účast 70 četníků, kteří se účastnili pomoci při odstraňování bouře Alex.
- 2022: v kontextu války na Ukrajině průvod zahajovaly jednotky z východní Evropy: Estonsko, Lotyšsko, Litva, Polsko, Česko, Slovensko, Maďarsko, Rumunsko a Bulharsko.

## Různé události
- 2002: prezident Francouzské republiky Jacques Chirac unikl atentátu. Maxime Brunerie, mladý krajně pravicový aktivista, střílel na prezidenta z pušky z davu diváků.
- 2012: během první přehlídky prezidenta Françoise Hollanda se zranil francouzský výsadkář, poručík Jean-Michel Poulet, který přistál před prezidentskou tribunou na place de la Concorde. Důstojník utrpěl dvojitou zlomeninu holenní a lýtkové kosti. Prezident se okamžitě vydal ke zraněnému vojákovi, čímž narušil řád původně stanovený prezidentskou ochrankou.
- 2018: při přeletu Champs-Élysées jedno z devíti letadel vypustilo místo modrého kouře červený. Jednalo se o chybu technika, který připravoval barevný prášek do nádrží.